# Горовиц, Изрейел Алберт
Изрейел Алберт Горовиц (англ. Israel Albert Horowitz; 15 ноября 1907, Нью-Йорк — 18 января 1973, там же) — американский шахматист; 
международный мастер (1950) и международный арбитр (1951). Шахматный литератор.
Издатель-редактор журнала «Чесс ревью» (1934—1969). Победитель открытых чемпионатов США (1936 и 1943); в открытом чемпионате (1938) — 1-2-е место (с И. Кэжденом). 
Лучшие результаты в других чемпионатах США: 1938 — 4-е; 1942 — 6-е; 1944 — 3-4-е; 1951 — 5-е места. В 1941 проиграл матч на первенство страны С. Решевскому — 6½ : 9½ (+0 −3 =13). В составе команды США участник Олимпиад 1931, 1935, 1937 и 1950; матчей СССР — США (1945—1955); в последних сыграл вничью с С. Флором: +1 −1 =0 (4-я доска, 1945) и И. Болеславским: +0 −0 =2 (4-я доска, 1946).